# Didjibodhrán
El didjibodhrán es un instrumento musical híbrido de tambor y viento. El instrumento consta de dos partes: el marco hecho de cerámica o madera y el tambor (denominado bodhrán en Irlanda), hecho con piel de cabra estirada.
El orificio por donde se sopla proviene de otro instrumento, el didgeridoo, creado por aborígenes australianos. El tambor es típico de un bodhrán, de origen irlandés. El instrumento de viento —que funciona como base o marco— y el tambor componen el didjibodhrán. (Barry Hall, su inventor).
Al tocar este instrumento como un didjeridu o Didgeridoo, se crean reverberaciones y vibraciones en el tambor, generándose así un efecto sonoro especial. El didjibodhrán también se puede tocar como el alquitrán de África o Medio Oriente. Al momento de soplar el didjeridu, se puede también tocar con un palo con la mano o con los dedos, simulando tocar un tambor o bodhrán.
Estos instrumentos de extrañas y curiosas combinaciones son creados por los aborígenes de Australia.

## Características
Tradicionalmente la membrana suele ser de piel de cabra, aunque actualmente es habitual encontrar bodhrán fabricados con pieles de otros animales tales como canguros o incluso materiales sintéticos como kevlar, y a partir de troncos de árboles y arbustos de gran grosor, principalmente eucaliptos, con su interior roído por la acción de las termitas, como en el didjeridu. También puede ser de cerámica, la cual se moldea para que tome una forma redonda que sirva de marco.